# SS.10
SS.10 ist eine von Nord Aviation entwickelte drahtgelenkte MCLOS-Panzerabwehrrakete, die in den USA als MGM-21A zum Einsatz kam. Entworfen wurde sie vom französischen Ingenieur Jean Bastien-Thiry, der später für einen Mordversuch an dem französischen Präsidenten Charles de Gaulle hingerichtet wurde. Die Rakete wurde 1955 in den Dienst der französischen Armee gestellt und Anfang der 1960er-Jahre auch kurz von der United States Army verwendet. Im Januar 1962 wurde die Produktion nach etwa 30.000 gebauten Raketen eingestellt.

## Entwicklung
Die Entwicklung begann 1948 in Frankreich, als der Militärflugzeughersteller Arsenal de l’Aéronautique aus Châtillon sous Bagneux nach Möglichkeiten suchte, die deutsche Ruhrstahl-X-7-Rakete weiterzuentwickeln. Ein wichtiges Entwicklungsziel war eine kostengünstig herzustellende Rakete: 1955 kostete die Rakete 340 Francs, der Steuerkasten 1750 Francs. Die ersten Schussversuche begannen 1952, drei Jahre später war die Entwicklung abgeschlossen und die Rakete als SS.10 („Sol-Sol“ – französisch für Boden-Boden) in den Dienst der französischen Armee genommen.
In den Jahren 1952/53 erwarb die US-Armee 500 Raketen und drei entsprechende Startvorrichtungen, um diese für einen möglichen eigenen Einsatz zu bewerten. Sie gelangten jedoch zu der Einschätzung, dass die Waffe noch nicht einsatzbereit sei, die weitere Entwicklung jedoch beobachtet werden sollte. Eine erneute Prüfung nach dem Abschluss der Entwicklung Mitte 1958 war erfolgreich und auch die spätere SS.11- (ebenfalls von Bastien-Thiry entworfen) und ENTAC-Rakete wurden für den Armeeeinsatz gekauft.

## Geschichte
Die israelischen Streitkräfte setzten die Rakete 1956 während der Suez-Krise gegen ägyptische Panzer ein.
Die US-Armee war an dem Flugkörper von einem frühen Zeitpunkt an interessiert, verfolgte aber die Entwicklung ihrer eigenen Rakete – der SSM-A-23. Nachdem deren Entwicklung im Jahre 1958 jedoch eingestellt worden war, erwogen sie die Beschaffung der SS.10- und SS.11-Raketen. Im Februar 1959 beschlossen sie, die SS.10 als Notlösung kaufen. Die Rakete wurde im Januar 1960 ausgeliefert und im Jahr 1963 zugunsten der MGM-32 Entac ausgemustert. Die Rakete erhielt die Bezeichnung MGM-21A.

## Beschreibung
Im Flug wird die Rakete durch eine ungewöhnliche Anordnung von elektrisch betriebenen Störklappen gelenkt. Die dafür nötige Energie wird von der Startvorrichtung über den Lenkdraht in die Rakete geleitet. Da sich die Rakete im Flug dreht, wird ein Gyroskop benötigt, um die aktuelle Position der Störklappen zu übermitteln. Die Steuerung der Rakete auf ein Ziel ist sehr anspruchsvoll und erfordert ein hohes Maß an Geschicklichkeit und Konzentration, was typisch für MCLOS-Lenkflugkörper ist.

## Modelle

### Prototypen
- Nord-5201 – zweiflügeliger Prototyp
- Nord-5202 – vierflügeliger Prototyp
- Nord-5203 – finale Version

### Produzierte Varianten
- SS.10 / MGM-21A

## Benutzer
- Israel
- Frankreich
- Vereinigte Staaten